# Latona setifera
Latona setifera är en kräftdjursart som först beskrevs av Otto Friedrich Müller 1776.  Latona setifera ingår i släktet Latona och familjen Sididae. Arten är reproducerande i Sverige. Inga underarter finns listade i Catalogue of Life.